# CA Villa San Carlos
Club Atlético Villa San Carlos jest argentyńskim klubem piłkarskim z siedzibą w Villa San Carlos, będącego częścią dzielnicy Buenos Aires zwanej Berisso.

## Osiągnięcia
- Mistrz piątej ligi (Primera D Metropolitana) (3): 1992/1993, Apertura 2000/2001, Apertura 2001/2002
- Mistrz czwartej ligi (Primera C Metropolitana): 2008/09

## Historia
Klub założony został 25 kwietnia 1925 roku i gra obecnie w czwartej lidze argentyńskiej (Primera C Metropolitana).